# Vivandero
Se llama vivandero a una especie de revendedor de comestibles y líquidos que con el conocimiento y beneplácito del jefe de una tropa, división o ejército, seguía en tiempo de guerra a la retaguardia para vender a los soldados las provisiones de boca que necesitara. 
Los vivanderos estaban sujetos a los reglamentos de policía del ejército al que pertenecían y campaban donde y como disponían el general o el oficial de estado mayor encargado de la distribución del terreno. 
Las caballerías de los vivanderos estaban exentas del pago de algunos impuestos como la carga de bagajes. 